# Llista de peixos del riu Negre (Vietnam)

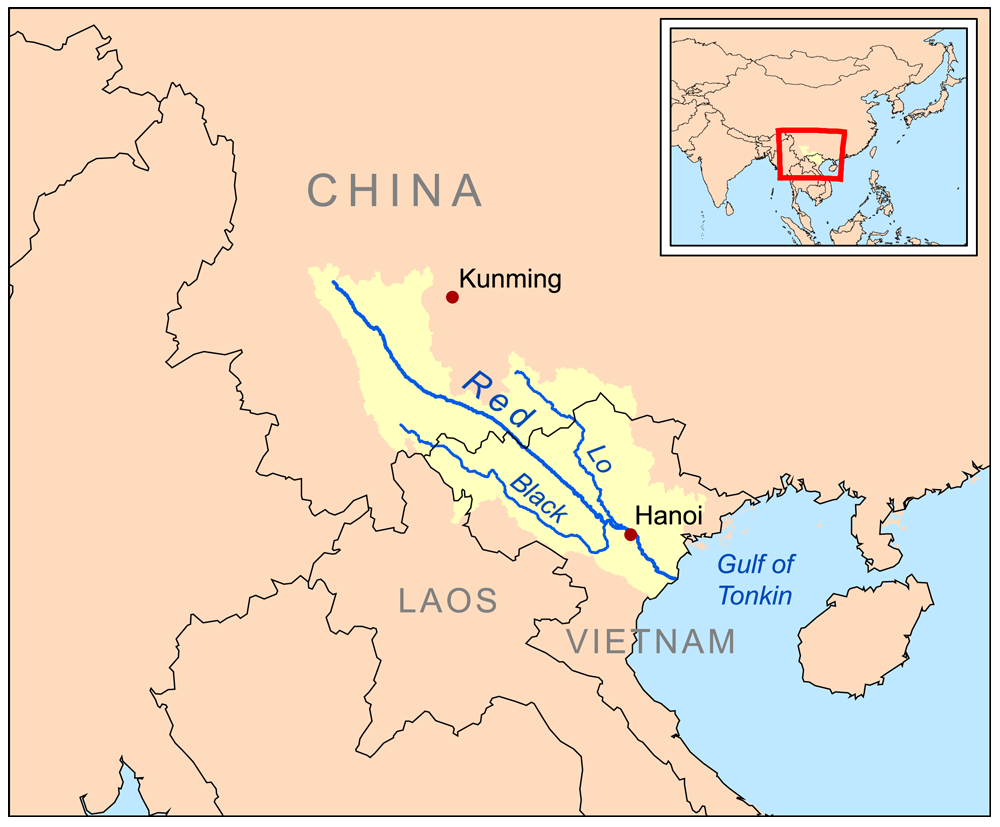
Conca del riu Roig amb el seu afluent, el riu Negre

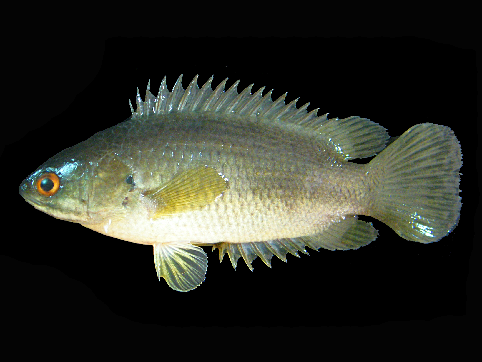
Anabas testudineus

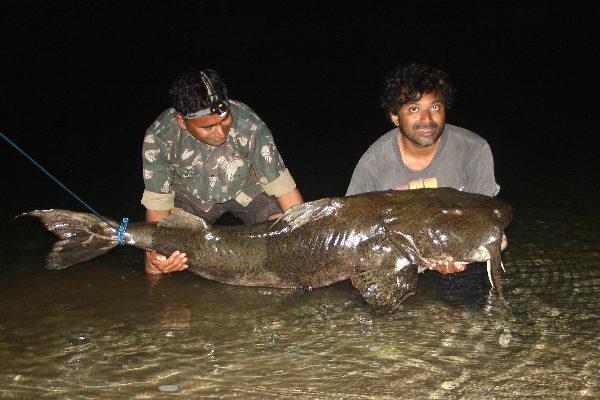
Bagarius yarrelli

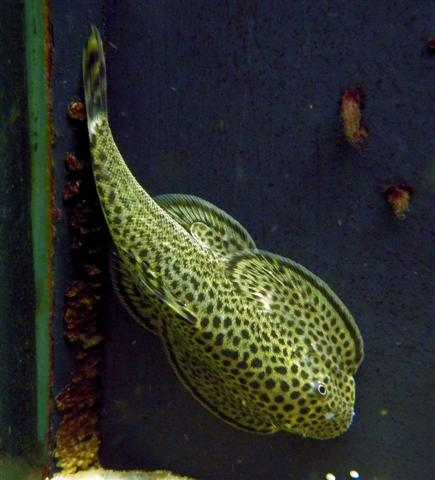
Beaufortia leveretti

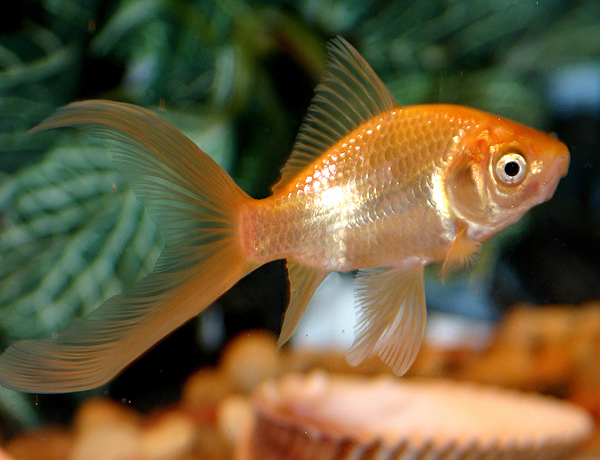
Carpí daurat (Carassius auratus)

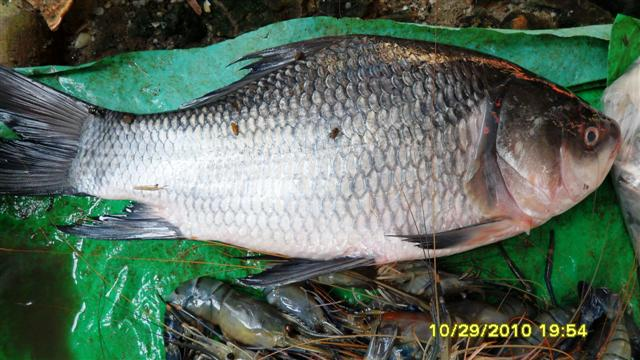
Catla catla

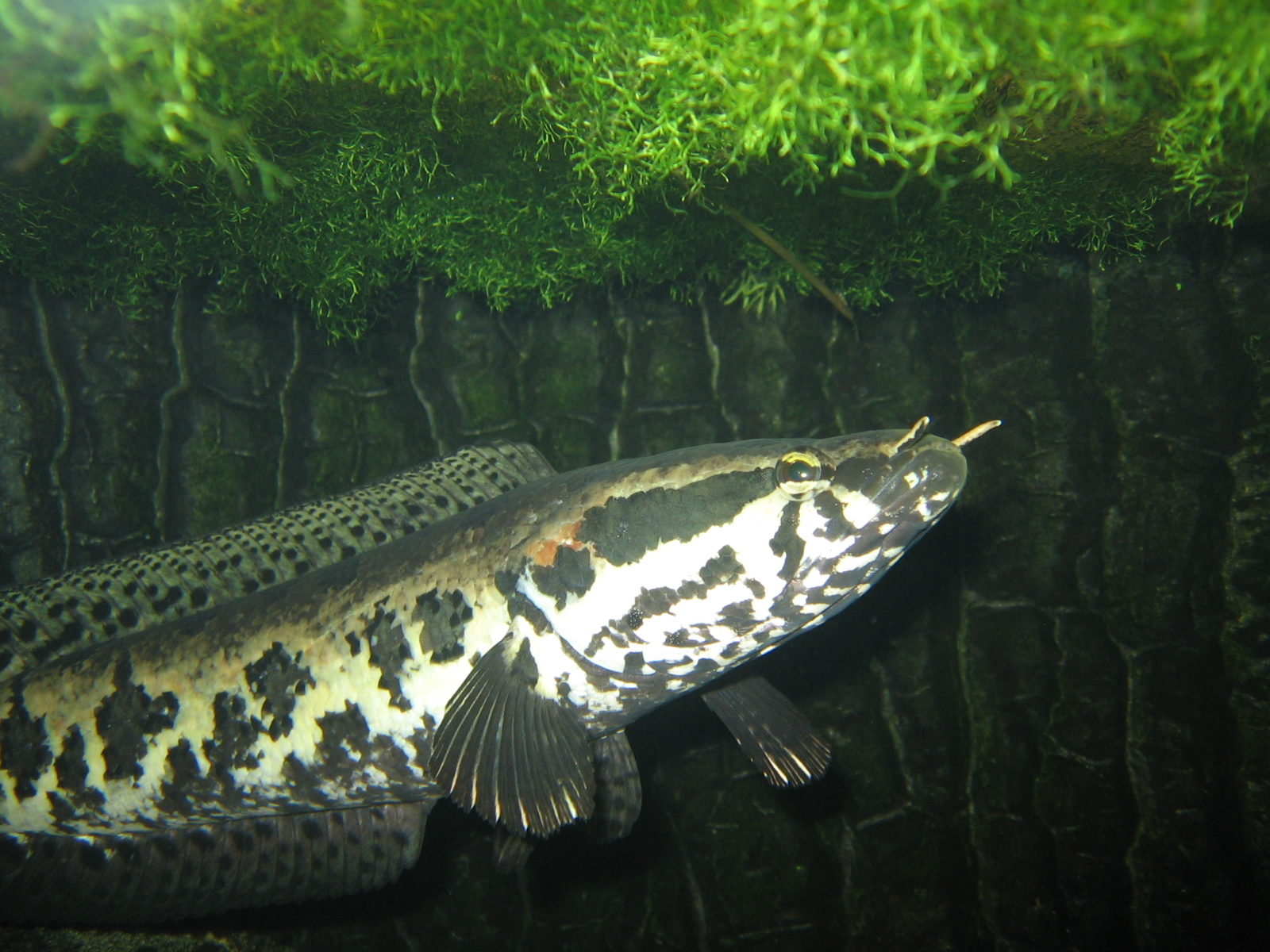
Channa asiatica

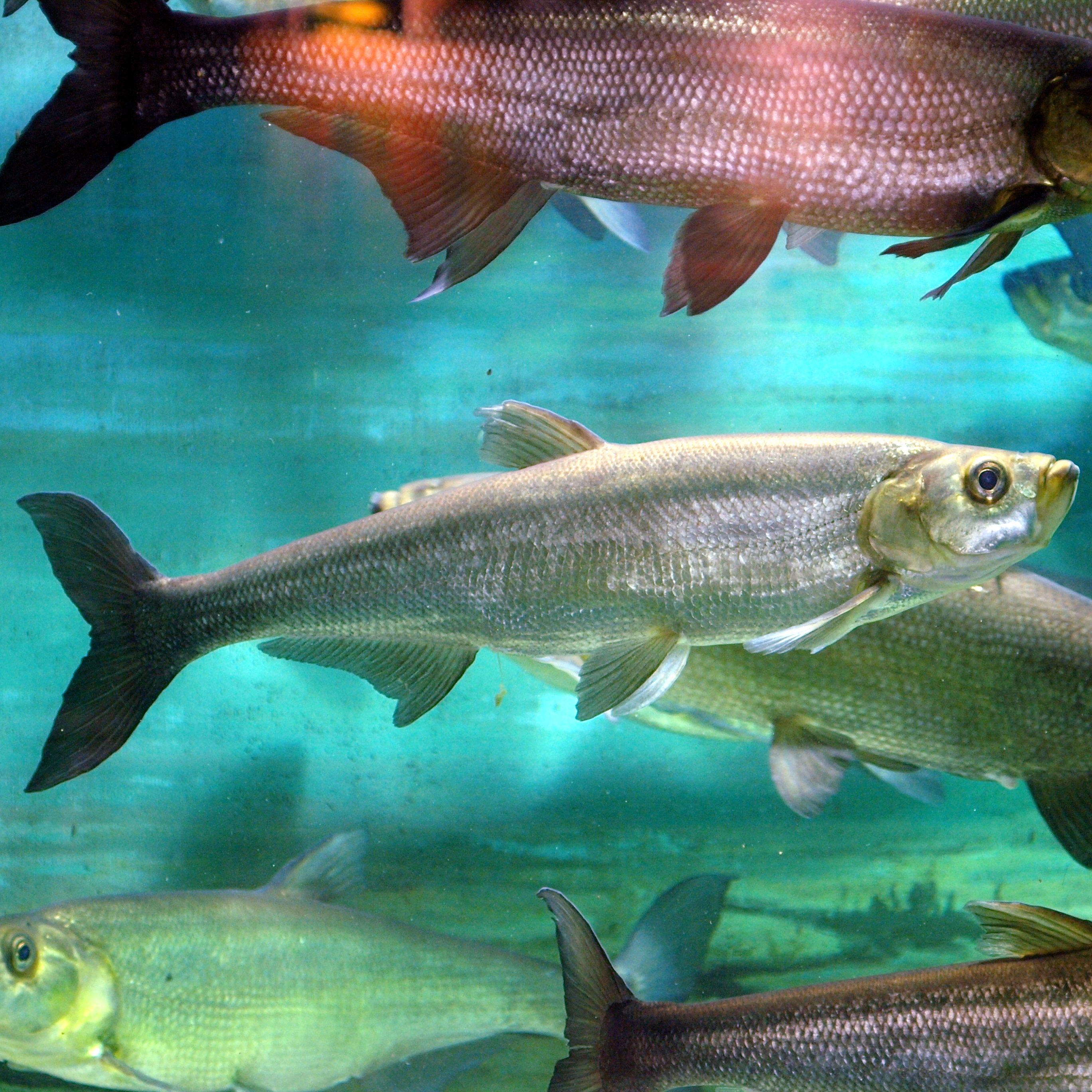
Chanodichthys erythropterus

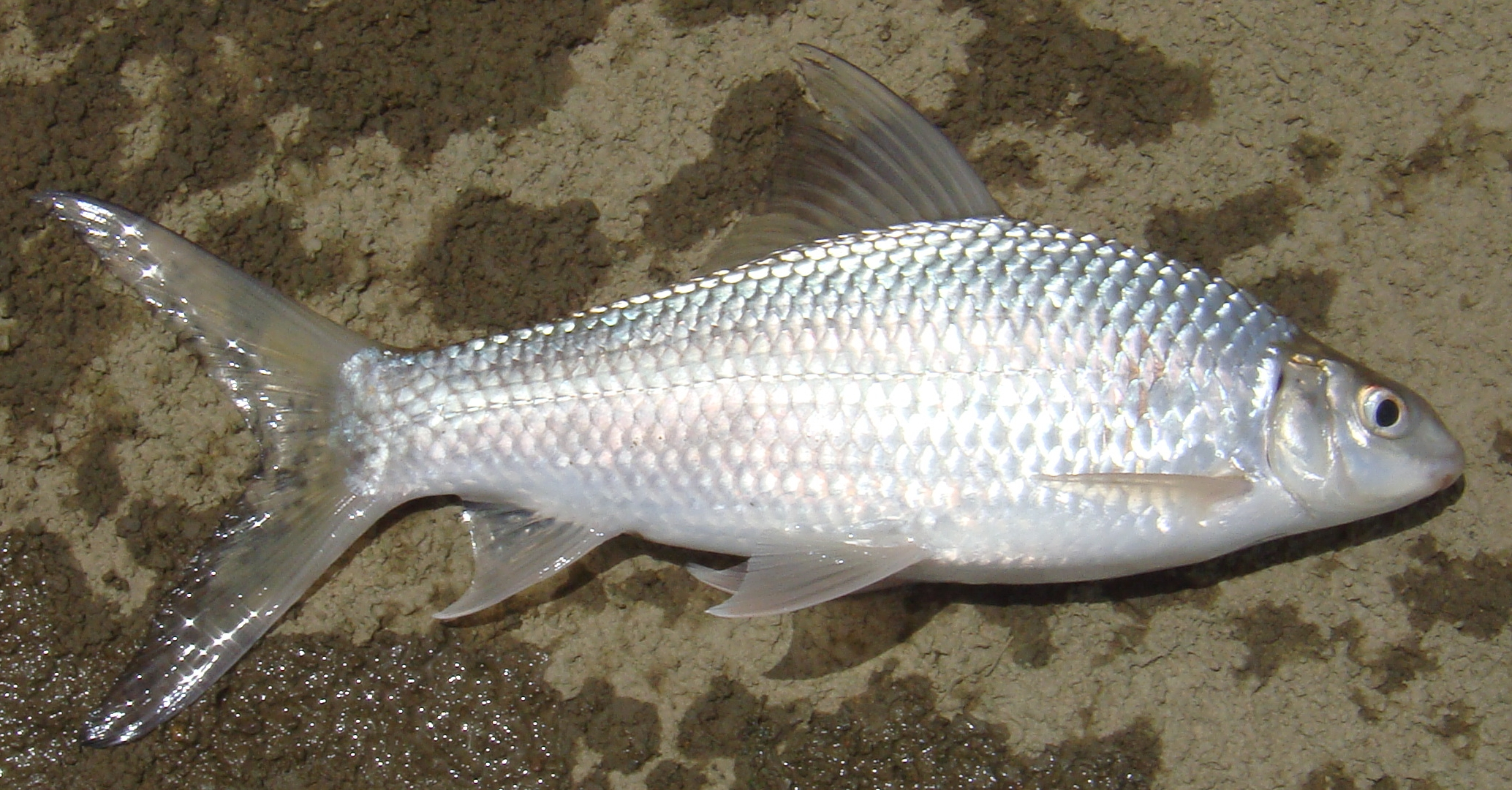
Cirrhinus cirrhosus

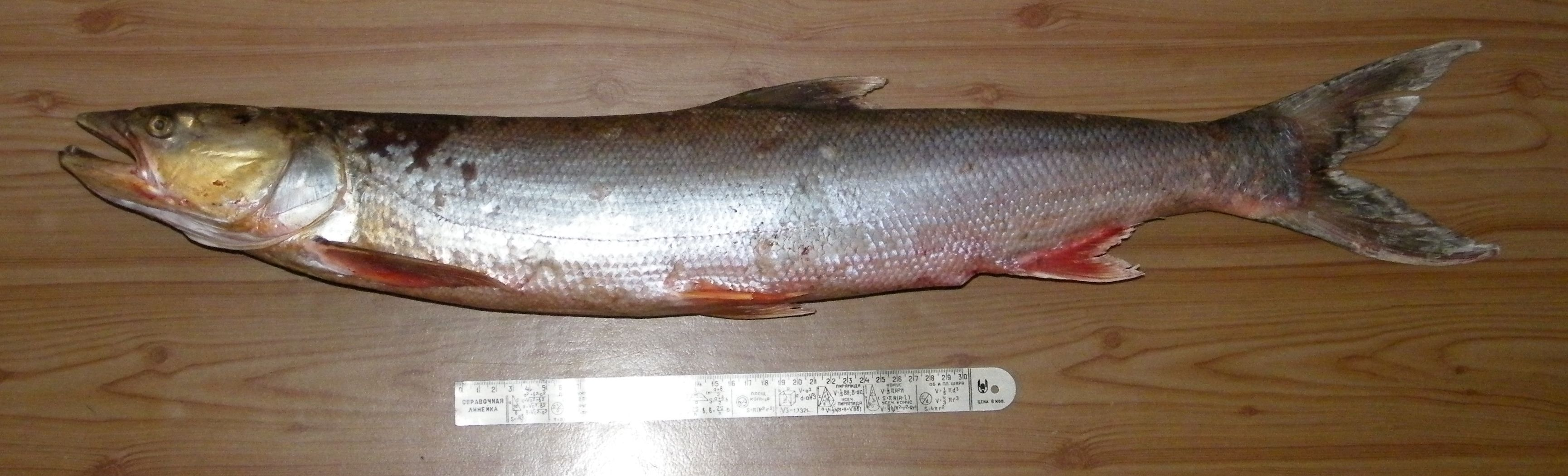
Elopichthys bambusa

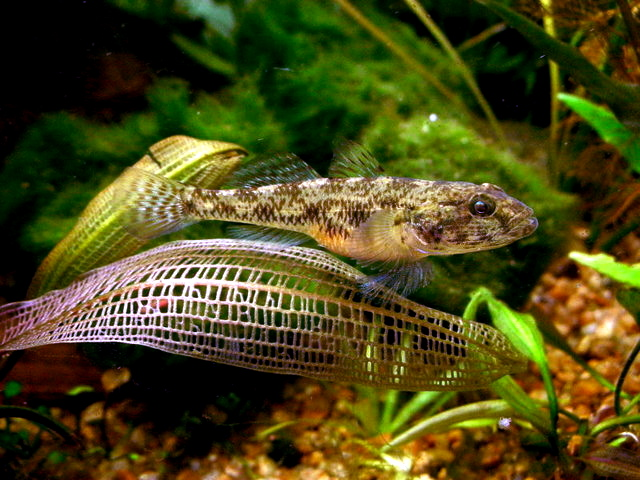
Glossogobius giuris

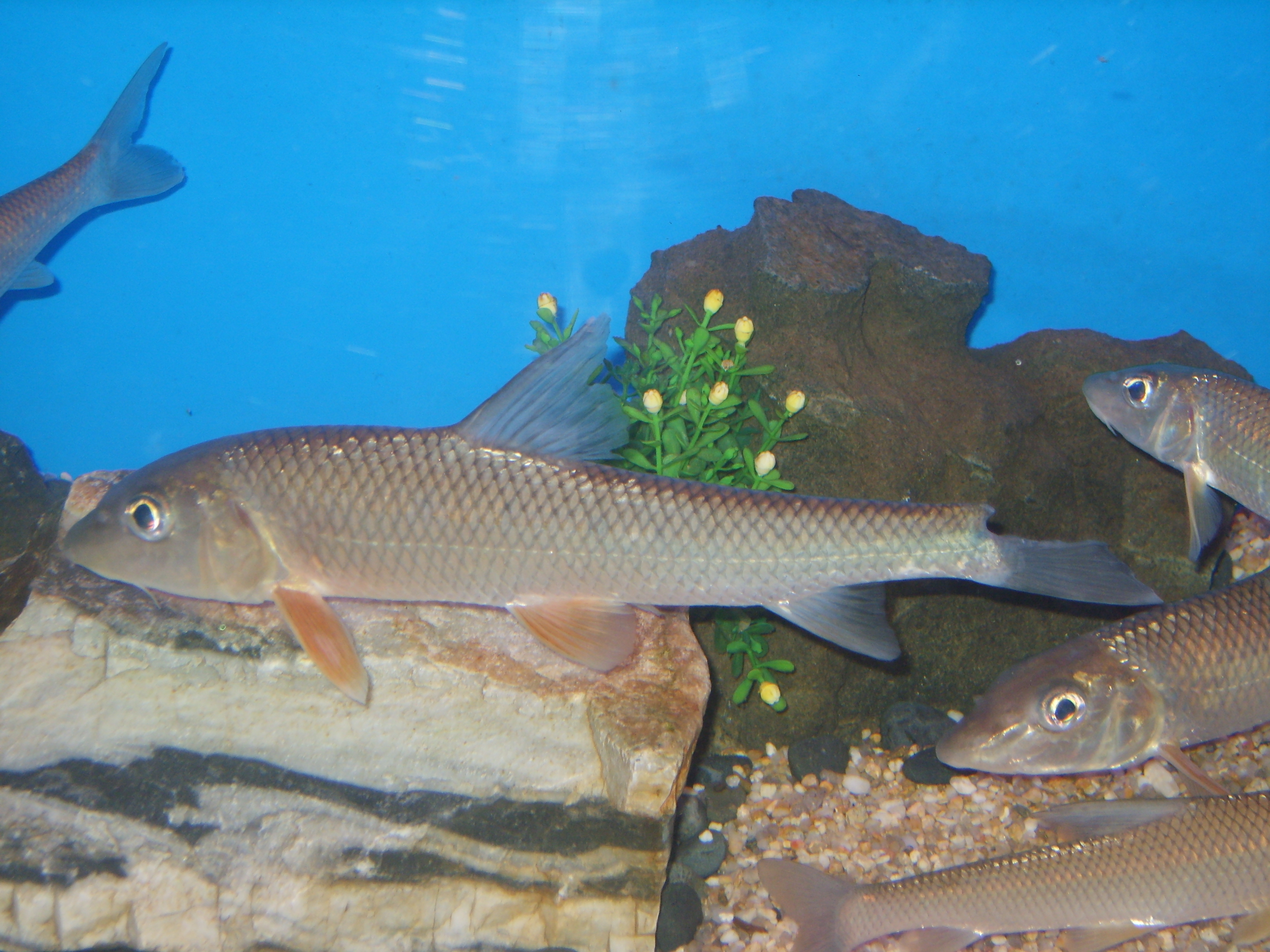
Hemibarbus labeo

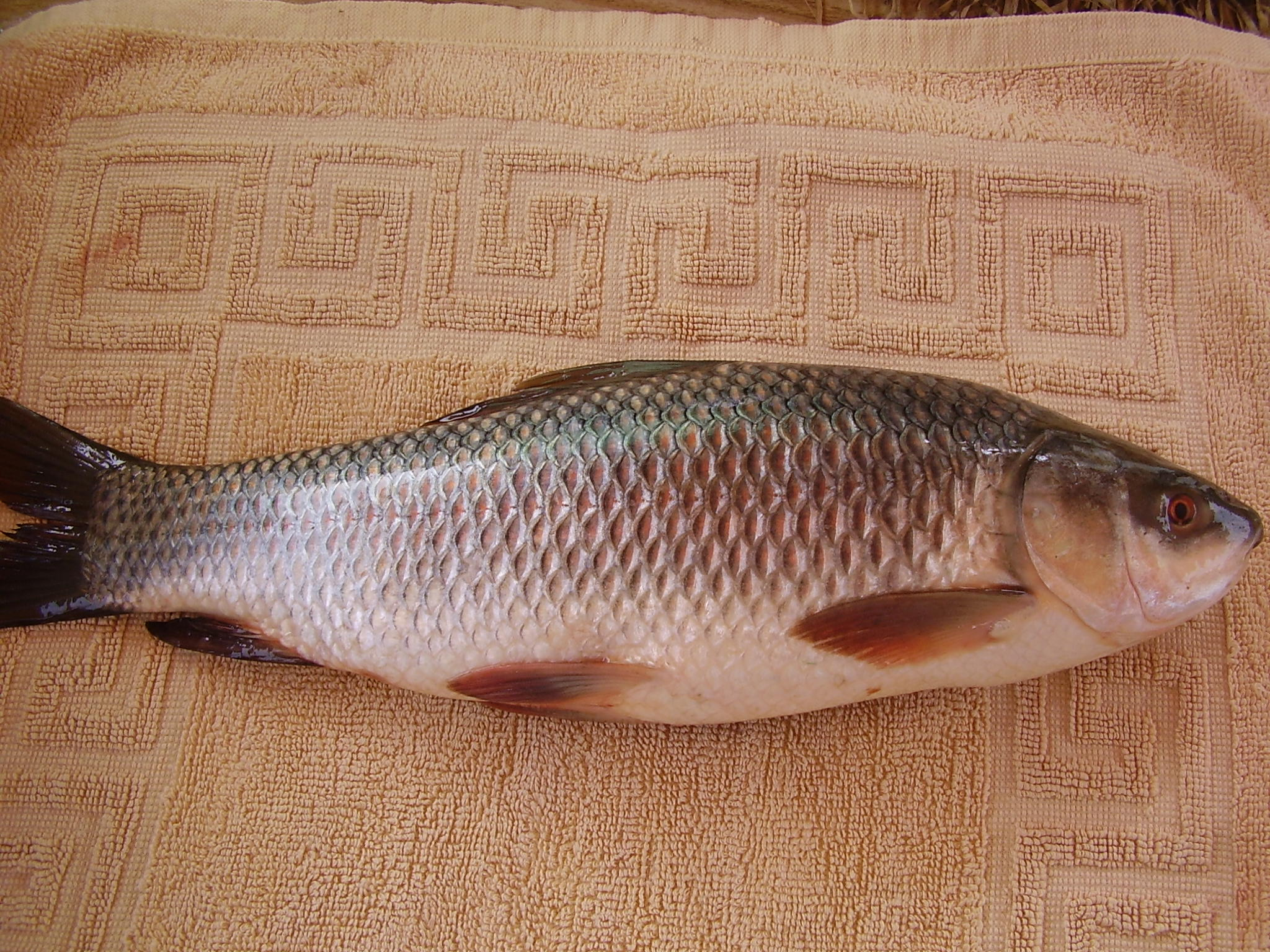
Labeo rohita

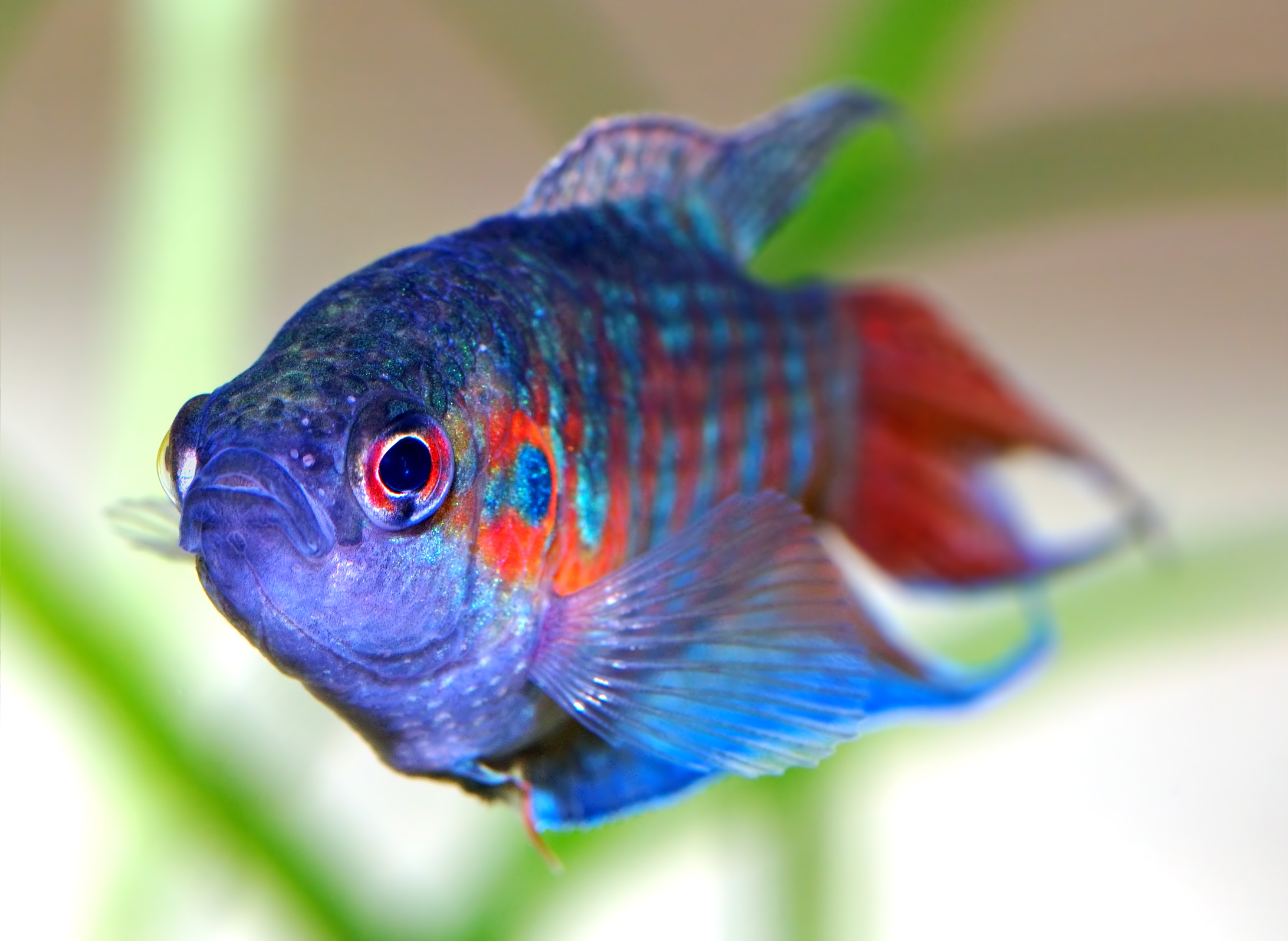
Macropodus opercularis

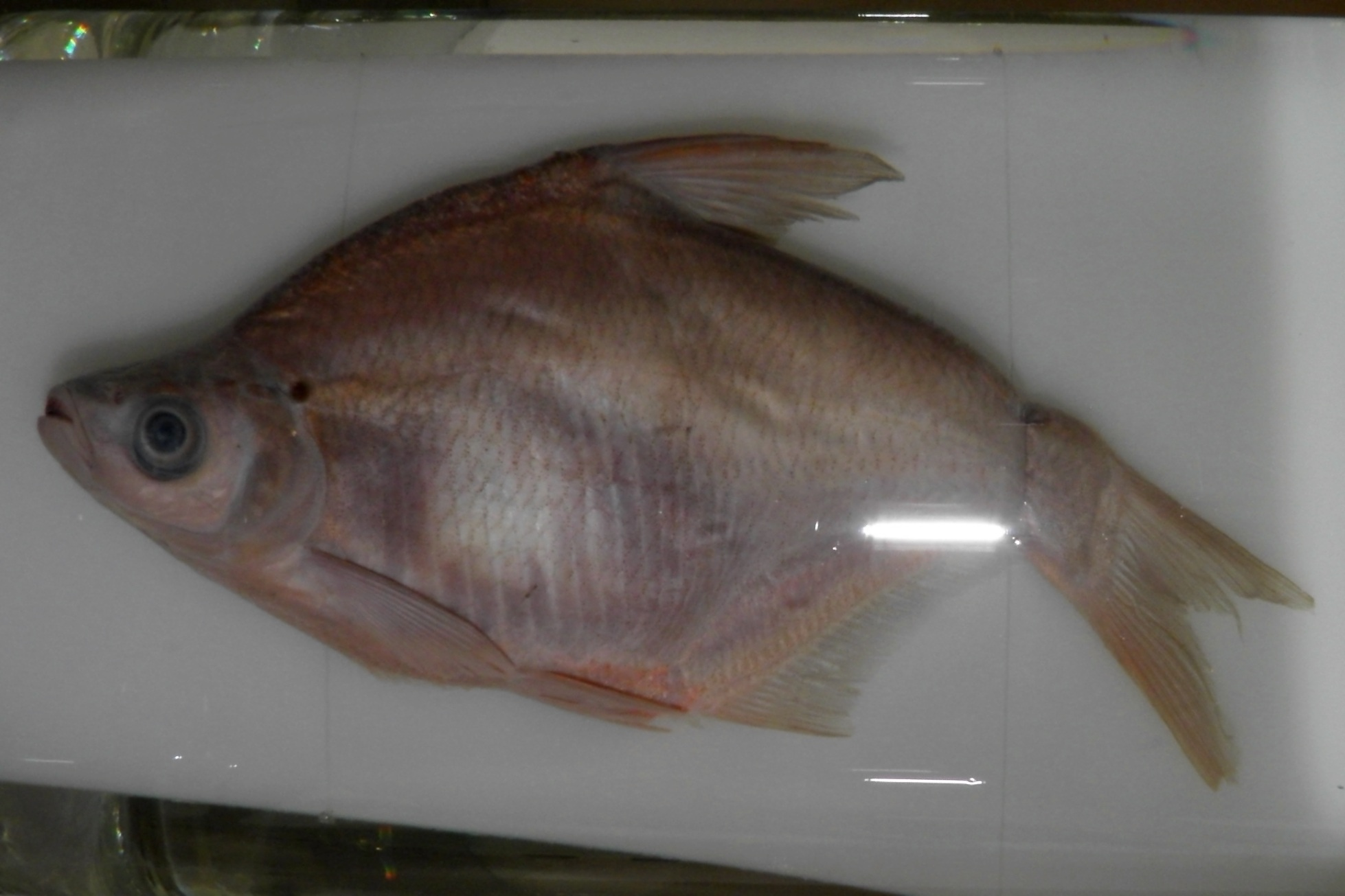
Megalobrama terminalis

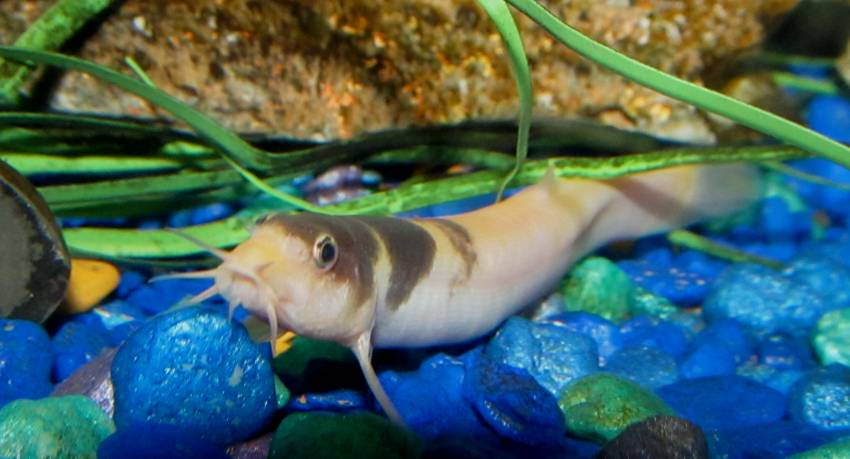
Misgurn del Japó (Misgurnus anguillicaudatus)

Aquesta llista de peixos del riu Negre (Vietnam) inclou 120 espècies de peixos que es poden trobar actualment al Riu Negre (Vietnam) ordenades per l'ordre alfabètic de llur nom científic.

## A
- Acheilognathus tonkinensis
- Acrossocheilus clivosius
- Acrossocheilus iridescens
- Anabas testudineus

## B
- Bagarius yarrelli
- Bangana lemassoni
- Bangana tonkinensis
- Beaufortia leveretti
- Beaufortia pingi

## C
- Carassioides acuminatus
- Carassius auratus
- Catla catla
- Channa asiatica
- Channa maculata
- Channa orientalis
- Chanodichthys erythropterus
- Cirrhinus cirrhosus
- Cirrhinus molitorella
- Clarias fuscus
- Clarias gariepinus
- Cobitis taenia
- Coreoperca whiteheadi
- Cranoglanis multiradiatus
- Ctenopharyngodon idella
- Culter flavipinnis
- Cyprinus carpio
- Cyprinus multitaeniata

## E
- Eleotris melanosoma
- Elopichthys bambusa

## F
- Folifer brevifilis

## G
- Gambusia affinis
- Garra cyclostomata
- Garra imberba
- Garra orientalis
- Glossogobius giuris
- Glyptothorax hainanensis
- Glyptothorax interspinalus
- Glyptothorax laosensis
- Gobiobotia kolleri
- Gobiobotia longibarba

## H
- Hainania serrata
- Hemibagrus guttatus
- Hemibagrus pluriradiatus
- Hemibagrus vietnamicus
- Hemibarbus labeo
- Hemibarbus maculatus
- Hemiculter leucisculus
- Homalotera change[1]
- Hypophthalmichthys harmandi
- Hyporhamphus limbatus

## L
- Labeo rohita
- Luciobrama macrocephalus

## M
- Macrognathus aculeatus
- Macropodus opercularis
- Mastacembelus armatus
- Megalobrama mantschuricus
- Megalobrama terminalis
- Metzia lineata
- Microphysogobio labeoides
- Microphysogobio vietnamica
- Misgurnus anguillicaudatus
- Monopterus albus
- Mylopharyngodon piceus

## N
- Nicholsicypris normalis

## O
- Ochetobius elongatus
- Onychostoma elongatum
- Onychostoma gerlachi
- Onychostoma laticeps
- Onychostoma lepturum
- Onychostoma ovale
- Opsariichthys bidens
- Opsarius pulchellus
- Oreochromis mossambicus
- Oreochromis niloticus
- Oryzias latipes
- Osteochilus salsburyi

## P
- Parazacco fasciatus
- Placocheilus caudofasciatus
- Poropuntius alloiopleurus
- Poropuntius krempfi
- Pseudecheneis paviei
- Pseudobagrus kyphus
- Pseudobagrus vachellii
- Pseudogastromyzon loos
- Pseudohemiculter dispar
- Pseudohemiculter hainanensis
- Pseudolaubuca sinensis
- Pterocryptis cochinchinensis
- Puntius semifasciolatus

## R
- Rhinogobius brunneus
- Rhinogobius giurinus
- Rhodeus ocellatus
- Rhodeus spinalis

## S
- Salanx chinensis
- Saurogobio dabryi
- Saurogobio immaculatus
- Schistura caudofurca
- Schistura fasciolata
- Schistura incerta
- Semilabeo obscurus
- Silurus asotus
- Sineleotris chalmersi
- Sinibrama melrosei
- Siniperca chuatsi
- Siniperca knerii
- Siniperca scherzeri
- Sinogastromyzon rugocauda
- Sinogastromyzon tonkinensis
- Spinibarbus caldwelli
- Spinibarbus denticulatus
- Spinibarbus vittatus
- Squalidus argentatus
- Squalidus chankaensis chankaensis
- Squaliobarbus curriculus

## T
- Tachysurus fulvidraco
- Tachysurus virgatus
- Toxabramis houdemeri
- Traccatichthys pulcher

## V
- Vanmanenia multiloba

## X
- Xenocypris macrolepis

## Y
- Yaoshanicus kyphus[2]